# Гесперорнісоподібні
Гесперорнісоподібні (Hesperornithiformes) — ряд вимерлих птахів.
Включає два роди з 4 видами. Залишки цих птахів знайдені у крейдових відкладах Канзасу (США) (приблизний вік 80−90 млн років). Зауваження щодо систематики: згідно з поглядами деяких науковців гесперорнісоподібних розглядають як вимерлий ряд класу плазуни.
Можливо, до цього ряду також відносяться ще 3 роди (Enaliornis, Neogaeornis, Baptornis) з 4 видами, які були описані за фрагментарними залишками з крейдових відкладів у США, Чилі та Англії, які погано збереглися.
Гесперорнісоподібні — великі птахи (один вид довжиною понад метр), ймовірно, добре плавали та пірнали, а за зовнішнім виглядом дещо нагадували гагар та норців. Найбільший відомий представник ряду, описаний в 1999 році, був Canadaga arctica, та ймовірно досягав довжини 2,2 м. Потужні задні кінцівки мали 4 пальці, ймовірно, з'єднані плавальною перетинкою або мали вирости у вигляді рогових щитків, як у норців. Чашечка зростається з потужним та довгим акроміальним відростком. Вузький таз типовий для птахів. Здатністю до польоту не володіли: грудина плоска, без кіля; від сильно редукованої передньої кінцівки залишилася маленька тонка плечова кістка. Череп за загальною конфігурацією подібний до черепа гагар, але різко відрізняється рядом особливостей: малий об'єм мозкової порожнини, верхня та нижня щелепи мають зуби, розташовані у загальному жолобку. Передщелепні кістки вкриті роговим покривом та не несуть зубів. Частина хребців гетероцельного типу; хвостовий відділ сильно редукований та не має пігостилю.
Ймовірно, мешкали на морських узбережжях, живилися рибою, яку здобували плаваючи та пірнаючи. Суходолом, ймовірно, пересувалися з великими труднощами.
Гесперорнісоподібні були єдиними мезозойськими тваринами, що колонізували моря та океани. Гесперорнісоподібні вимерли разом з багатьма іншими водними формами тварин.